# تاریخچه تجارت در ژاپن
تاریخچه تجارت در ژاپن (به ژاپنی: 日本の貿易史 にほんのぼうえきし) دربارهٔ تاریخ تجارت خارجی ژاپن توضیح می‌دهد. همچنین تجارت در مناطقی را توصیف می‌کند که در طول تاریخ ازو (سرزمین‌های شمال جزیره هونشوی ژاپن که در سال ۱۸۶۹ نام خود را از «ازو» به «هوکایدو» تغییر داد و گاه شامل ساخالین و جزایر کوریل) و همچنین ریوکیو (در جنوب ژاپن کنونی که بزرگترین جزیرهٔ آن جزیره اوکیناوا) نام داشتند.

## باکوماتسو

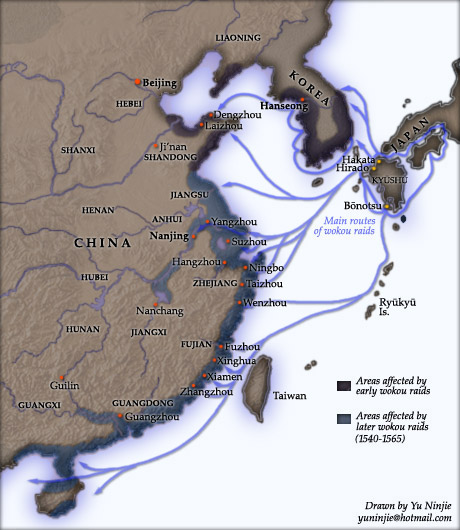
نقشه فعالیت دزدان دریایی ژاپنی

### تغییر در فضای بین‌المللی و تقاضای تجارت
از نیمه دوم قرن ۱۸، کشورهایی غیر از هلند تجارت با ژاپن را آغاز کردند. در انگلیس که زمانی از جزیره هیرادو اخراج شده بود، چارلز دوم در تایوان خانه بازرگانی افتتاح کرد و کمپانی هند شرقی بریتانیا قصد داشت تجارت با ژاپن را از سر بگیرد. بر خلاف پرتغال که از تجارت با ژاپن منع شده بود، انگلیس مهر قرمز را به دست آورد، بنابراین قضاوت شد که امکان از سرگیری تجارت وجود دارد. بدین ترتیب انگلیس یک کشتی تجاری بنام (Return) را به ژاپن ارسال کرد، اما شوگون‌سالاری توکوگاوا از سرگیری تجارت با انگلیس را ممنوع کرد زیرا پادشاه چارلز دوم با کاترین براگانسا (دختر پادشاه پرتغال) ازدواج کرده بود.
روسیه از شمال به دنبال تجارت با ژاپن بود. روسیه که پوست خز را برای تجارت صادر می‌کرد، در قرن ۱۸ با افراد قوم آینو و قلمروی ماتسومائه در هوکایدو درگیری پیدا کرد. آدام لاکسمن ناخدای کشتی‌شکسته ژاپنی، دایگوکویا کودایا را در سال ۱۷۹۲ با کشتی به ژاپن منتقل و تحویل داد. شوگون‌سالاری توکوگاوا به کشتی اجازه داد تا در بندر ناگاساکی پهلو بگیرد. طرف روسی این اجازه را به عنوان مجوز تجارت با روسی تلقی کرده پس از آن در سال اول بونروکو (۱۸۰۴) نیکلای رزانوف مؤسس کمپانی روسی-آمریکایی به همراه نامه الکساندر یکم روسیه به بندر ناگاساکی وارد شد با این حال، از طرف شوگون‌سالاری توکوگاوا، سیاست عدم افزایش تعداد کشورهای ارتباطی و کشورهای تجاری تغییر نکرد و شوگون‌سالاری پاسخ را به مدت نیم سال به تعویق انداخته و نامه امپراتور روسیه را نیز تحویل نگرفت و نیکلای رزانوف مجبور شد بدون تأمین کافی مواد غذایی و غیره بندر ناگاساکی را ترک کند. بر این اساس، حادثه بونروکو رخ داد که در آن زیردستان نیکلای رزانوف به دستور وی به جنوب ساخالین (کارافوتو) و جزیرهٔ ایتوروپ حمله کردند. سپس، پس از جنگ تریاک نخست، یک سری درخواست‌های تجاری به ژاپنی از سوی هلند، فرانسه و ایالات متحده آمریکا انجام شد.
در پاسخ به تغییرات در فضای بین‌المللی، پیشنهادهایی برای تجارت و گسترش خارج از کشور در ژاپن نیز ارائه شد. کودو هی‌سوکه، یک پزشک از از قلمروی سندای، در کتاب خود 『赤蝦夷風説考 あかえぞふうせつこう』 آکائزوفوستسوکو «نظریه به سبک آکاازو (روسیه)» توسعه تجارت را با روسیه پیشنهاد داد. هوندا توشی‌آکی، یک ریاضیدان، در «داستان غربی» سیاست‌های استعماری و تجاری را دنبال کرد. کوگا دوآن، استاد رسمی کنفوسیوسی، «کایبو ئوکوسوکو» 『海防臆測』 را نوشت و گسترش تجارت در خارج از کشور را از طریق تجارت تبلیغ کرد.

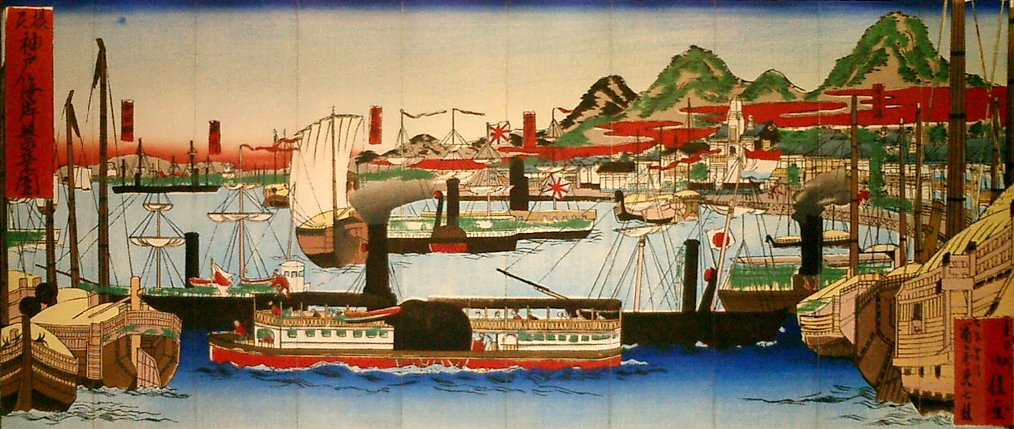
یک اوکی‌یوئه اثر ایدای هاسه‌گاوا سادانوبو که بندر کوبه را بلافاصله پس از بازگشایی بر روی کشتی‌های خارجی به تصویر کشیده‌است.

با ورود دریادار متیو پری از ایالات متحده و پیمان دوستی ژاپن و ایالات متحده، شوگون‌سالاری بندری را به ایالات متحده گشود و ژاپن بر اساس قوانین عمومی جهانی در یک نظم بین‌المللی با محوریت اروپا و ایالات متحده گنجانده شد. در مرحله بعدی، پیمان تجارت دوستی ژاپن و ایالات متحده امضا شد، اما طبق این پیمان، استقلال عوارض گمرکی به طرف ژاپنی داده نشد. از طرف دیگر، دامنه فعالیت‌های خارجی‌ها محدود به مناطق مستقر در شهرک‌های خارجی بود و خارجی‌ها اجازه زندگی در داخل کشور را نداشتند. پنج بندری که افتتاح شدند، بندر یوکوهاما، بندر نیگاتا، بندر کوبه، بندر ناگاساکی و بندر هاکوداته بودند. اولین قرارداد با ایالات متحده آمریکا در ژوئیه سال ۱۸۵۸ بسته شد و عهدنامه دوستی و تجارت (ایالات متحده آمریکا-ژاپن) نام داشت. به مجموع قراردادهای این دوره قراردادهای آنسی یا «قراردادهای پنج-قدرت آنسی» گفته می‌شود که یک سری قرارداد بودند که در سال ۱۸۵۸ در طول دوره آنسی بین ژاپن از یک طرف و ایالات متحده آمریکا، پادشاهی متحد بریتانیای کبیر و ایرلند، امپراتوری روسیه، پادشاهی هلند و امپراتوری دوم فرانسه از طرف دیگر به امضا رسیدند.
افتتاح بندر باعث تغییر چشمگیر صنایع در مناطق مختلف ژاپن شد. از نظر حمل و نقل، کشتی‌های بخار از کشورهای غربی که از مسیرهایی در چین و اقیانوس آرام استفاده می‌کردند وارد ژاپن شدند و بنادر مانند ناگاساکی، یوکوهاما و هاکوداته به مسیرهایی مانند شانگهای، مارسی و سانفرانسیسکو متصل شدند. تجارت عمدتاُ در یوکوهاما گسترش یافت و ژاپن در ابتدا نخ خام را صادر و منسوجات را وارد می‌کرد. افزایش صادرات نخ خام صنعت تولید نخ را توسعه داده و در برخی موارد محصولات داخلی به دلیل رقابت با محصولات وارداتی کاهش یافتند. از نظر توزیع، تعداد بازرگانانی که بدون دخالت سندیکای خود با کشورهای خارجی تجارت می‌کنند، افزایش یافتند و شوگون‌سالاری دستور داد محصولات مهم نخست از طریق عمده‌فروشان در ادو عبور کنند، اما این دستور بی‌نتیجه بود و در نهایت توسط قانون تجارت دولت میجی آزادی تجارت به رسمیت شناخته شد. شرکت انگلیسی جاردین ماتسون در کار تجارت نخ، چای و پارچه‌های پنیه ای بود و شرکت بانک اورینتال یک میلیون ین به خاندان میتسویی (مؤسس بانک میتسویی) وام داد.

### خروج پول در پایان دوره ادو
نتیجه‌گیری از معاهده تجاری تصریح می‌کند که می‌توان از سکه‌های نقره سایر کشورها در ژاپن استفاده کرد. با این حال، نسبت مبادله ای بین طلا و نقره که توسط شوگون‌سالاری تنظیم شده بود به‌طور قابل توجهی قیمت طلا ارزان‌تر از سایر کشورها بود و به این سبب مقدار زیادی طلا از ژاپن خارج شد شوگون‌سالاری سکه طلای مانئن کوبان را منتشر کرد و محتوای طلای بکار رفته در آن را به یک سوم کاهش داد و سرانجام خروج طلا را متوقف کرد. با این حال، اقتصاد ژاپن در اواخر دوره شوگون‌سالاری دچار تورم شد زیرا ارزش پولی ارز اصلی به یک سوم کاهش یافت و محصولات داخلی به دلیل شروع تجارت با سایر کشورها به سمت صادرات هدایت شدند. به مشکل نسبت مبادله ارز ژاپن و ارز خارجی در این زمان، مشکل ارزی در پایان دوره ادو نیز گفته می‌شود.

### سیاست تجاری قلمروهای مختلف فئودالی در پایان دوره ادو
پس از انعقاد پیمان‌های تجاری، برخی از قلمروهای ژاپن (هان) یک شرکت بازرگانی را در بندر تأسیس کردند تا تولیدات و محصولات خاص خود را از مناطق مختلف به اروپا و ایالات متحده صادر کند. سود حاصل از صادرات برای واردات سلاح‌های غربی مانند کشتی‌های جنگی، توپ و تفنگ‌های کوچک و همچنین کشتی‌های تجاری استفاده می‌شد. به این ترتیب، اربابان فئودالی قدرت نظامی را در برابر شوگون‌سالاری به دست آوردند و چهار ارباب فئودالی، قلمروی ساتسوما، قلمروی چوشو، قلمروی توسا و قلمروی هیزن به مراکز نظامی پرقدرت تبدیل شدند و افرادی مانند توماس بلیک گلاور که در این تجارت فعال بودند. ارباب فئودال مسئول شرکت‌های بازرگانی قلمروهای فئودالی ژاپن دانش اقتصادی و امور بین‌الملل را جمع‌آوری می‌کردند و افرادی مانند گودای توموآتسو و ایواساکی یاتارو که مجتمع میتسوبیشی را تأسیس کرد، در دوره میجی به سرمایه داران بزرگ تبدیل شدند. یوری کیمیماسا که در امور مالی دولت میجی کار می‌کرد نیز به این ترتیب کارآزموده شده بود. گودای توموآتسو طرفدار صادرات به شانگهای با تأکید بر باز کردن تجارت به جای شعار جوئی «بیگانگان را بیرون کنید» بود. با این حال، در مقیاس شرکتهای بازرگانی هر قلمروی فئودالی، افزایش بیشتر تولید محصولات ویژه و تشویق صادرات غیرممکن بود، که توسط دولت میجی تحقق یافت.